# Sega Mega Drive Mini
Sega mega drive mini (Sega genesis mini i nordamerika) är en spelkonsol från Sega. Den lanserades 2019 med 42 inbyggda spel. Konsolen använder Linux för att Emulera ett Sega Mega Drive, med programvara utvecklad av M2 (spelutvecklare).

## Spel
Konsolen inkluderar 40 olika Sega Mega Drive-spel, och dessutom två spel som aldrig gavs ut för Mega Drive: Tetris och Darius.